# Tisk
Tísk oziroma tískanje je postopek v tiskarstvu, pri katerem gre za mehansko razmnoževanje slik in besedil.
Tiskarske tehnike omogočajo izdelavo odtisa, za katerega potrebujemo tiskovni material, tiskarske barve, tiskarski stroj in tiskovno formo. Tiskovna forma je pomnilnik informacij - nosi informacije, ki se tiskajo. Na tiskovni formi so tiskovne površine ali elementi, na katere se nanaša tiskarska barva in netiskovne ali polja, na katerih ni tiskarske barve.

## Klasične (analogne) tehnike tiska
To so starejše tehnike tiska. Potrebujejo stalno tiskovno formo. Razlikujejo se po obliki tiskovnih elementov. Ločimo visoki tisk, globoki tisk, ploski tisk, prepustni tisk.

## Digitalne tehnike tiska
To so novejše tehnike. Ne potrebujejo tiskovnih form s trajnim zapisom, pač pa so informacije shranjene v računalniškem pomnilniku in jih lahko spreminjamo. Najpogostejši tehniki sta kapljični in laserski tisk.

## Vrste tiska glede na prenos tiskarske barve

### Neposredni tisk
Tiskovna forma se dotakne tiskovnega materiala. Tiskovni elementi na tiskovni formi morajo biti stransko nepravilno obrnjeni (zrcalna slika).

### Posredni tisk
Tiskovna forma se ne dotakne tiskovnega materiala, pač pa posrednika (npr. gumi valj). Tiskovni elementi morajo biti stransko pravilno obrnjeni.

### Visoki tisk
Tiskovna forma za visoki tisk ima izbočene tiskovne površine (elemente) in vbočene proste površine. Tiskarska barva se prime samo na izbočene tiskovne elemente in se z njih prenese na tiskovni material. Na vseh tiskovnih elementih je enaka količina - enaka debelina nanosa tiskarske barve - tudi na odtisu (povsod enak ton). Količina prenesene tiskarske barve je odvisna od lastnosti uporabljenih materialov in znaša od 50 % - 70 %.

### Globoki tisk
Tiskovna forma za globoki tisk ima tiskovne površine vbočene, proste pa so izbočene. Tiskarsko barvo najprej nanesemo po celotni površini tiskovne forme, nato pa se s pomočjo rakla odstrani z vseh prostih površin. Debelina nanosa tiskarske barve na odtisu je odvisna od globine tiskovnih površin (nekje je več nanosa in nekje manj - različni toni - svetleje, temneje). Prenese okrog 70 % tiskarske barve.

### Ploski tisk
Na tiskovni formi za ploski tisk ležijo tiskovne in proste površine v isti ravnini (razlika je le nekaj ~m). Tiskovne in proste površine morajo imeti različne fizikalno-kemijske lastnosti, da lahko nanesemo tiskarsko barvo samo na tiskovne površine. Ploski tisk delimo v mokri (deluje z vlaženjem tiskovne forme) in suhi ploski tisk (brez vlaženja). Nanos tiskarske barve je povsod enako debel. Prenesena količina tiskarske barve je od 50- 70 %; pri mokrem ploskem tisku se prenese še 5-20 % vode.

#### Suhi ploski tisk
Tiskovne površine so oleofilne, proste površine pa že olefobne, zato navlaženje ni potrebno. Oleofobnost prostih površin se doseže s posebno silikonsko prevleko, ki je nanešena na proste površine.

#### Mokri ploski tisk
Najprej se izvede navlaženje. Voda se prime na vse proste površine - so hidrofilne (rade vežejo vodo). Tiskovne površine so hidrofobne (ne marajo vode), zato se voda na njih ne prime. Sledi nabarvanje. Navlažene proste površine se z barvo ne morejo omočiti, ker so oleofobne (ne marajo olja oz. tiskarske barve). Suhe tiskovne površine pa so oleofilne (imajo rade olje oz. tiskarsko barvo) in se dobro omočijo s tiskarsko barvo. Ta tisk se danes največ uporablja in ga poznamo kot ofset tisk.

### Prepustni tisk
Proste in tiskovne površine so v isti ravnini. Tiskovne površine barvo prepuščajo, proste pa ne. Tiskarska barva se nanaša po celotni tiskovni formi in se s posebnim stiskačem (raklom) potiska skozi tiskovne površine na tiskovni material. Nanos tiskarske barve je skoraj 100 %. Na debelino nanosa vpliva debelina tiskovne forme; je pa nanos na odtisu povsod enako debel.

## Zgodovina tiskarstva
Za začetek tiskarstva kot tehnološkega postopka in tehnične stroke štejemo izum premičnih kovinskih črk sredi 15. stoletja, kar je zasluga Johannesa Gutenberga. Svinčenih črk ni bilo mogoče deformirati, npr. zoževati ali razširjati, sedanje v digitalni obliki pa danes že z navadnim osebnim računalnikom igraje spreminjamo v kurzivne, (pol)krepke ali verzalke. V ročnem stavljenju je bilo to veliko težje, saj je bila vsaka od teh različic samostojna enota, ulita iz svinčeve zlitine. Da je stavec besedilo postavil na širino zrcala, si je moral pomagati z razpirali in kvadratki, pri lovljenju višine zrcala pa z medvrstniki. Pri delu je uporabljal vrstičnik, vrstičnico, čoln in tipometer, pri korekturi pinceto in šilo. Črk ali vrst(ic) tudi ni bilo mogoče staviti eno v drugo. Presledka ob črkovni podobi ter »meso« nad črkovno podobo in pod njo so sestavni deli svinčene črke. Besedilo je bilo stavljeno vodoravno, redko navpično. Vsakršno, še tako majhno odstopanje od tega je zahtevalo še več znanja in spretnosti.
Črkovno gradivo se je delilo na stopnje ali velikosti, garniture, družine in skupine ali črkovne sloge. Manjše stopnje so uporabljali zelo redko, zato so jih morali posebej naročiti. Črke večjih stopenj, ki so jih v knjigah uporabljali le izjemoma, so bile iz (češnjevega) lesa, še najpogosteje pa so jih uporabljali za stavljenje plakatov.
V garniturah je bilo največ samoglasnikov. Preden je stavec začel, je moral pogledati, ali ima dovolj posameznih črk, npr. b, B itd. Garnituro sestavljajo vse stopnje oziroma velikosti črk enega imena, na primer kurzivna garamond od najmanjše do največje stopnje. Družine so bile vse garniture pisav enega imena, denimo svetla, navadna polkrepka, krepka, kurzivna in zožana garamond. Danes namesto izraza družina uporabljamo zvezo vrsta pisave. Več družin skupaj, ki so si med seboj po značaju ali slogu podobne, sestavlja skupine ali črkovne sloge, na primer beneška renesančna pisava. Posamezne garniture črk so bile za tiskarje dragocenost. Garnitur v povprečni tiskarni ni bilo ravno veliko, vsekakor pa neprimerno manj kot jih imamo danes (lahko) v računalniku.
Od 15. stoletja pa vse do uvedbe fotostavka sredi 20. stoletja je bil stavec pri nastajanju knjig in drugih tiskovin zelo pomemben. Po eni strani je moral imeti dovolj estetskega čuta, po drugi pa obsežno in temeljito tehniško znanje. Pogosto je, kar brez navodil tehničnega urednika, izbiral vrsto pisave, primerno za posamezno publikacijo, tako glede literarne zvrsti, velikosti, oblike in kakovosti papirja kot tudi črkovnega gradiva, ki ga je imel na voljo pri posamezni vrsti in stopnji pisave. To je veljalo tudi za določanje velikosti zrcala in lege na strani, na kar je po tehnični strani vplivala vrsta knjižne vezave. Priporočljivo je bilo, da je poleg tehnike stavljenja poznal tudi celoten tehnološki proces za izdelavo knjige. Grafičarje, zlasti stavce, so imenovali črni umetniki, kakovost tiskarne pa se je merila s kakovostjo v njej zaposlenih stavcev.
S prihodom strojnega stavljenja ob koncu 19. stoletja se je hitrost dela povečala za približno štirikrat, saj so stavni stroji sproti ulivali cele vrstice.
Kmalu so se v tiskarstvu začele spremembe, ki so v končni fazi pometle s svinčenimi in lesenimi črkami. V vladni tiskarni v Washingtonu so že prvo leto po drugi svetovni vojni uvedli postopek Intertype Photosetter. Kmalu jim je sledila tudi stara celina: angleško podjetje Monotype je v drugi polovici 50. let dvajsetega stoletja uvedlo tehnološki postopek Monophoto Mark 2 in, na koncu 60. let, še uspešnejši Monophoto Mark 3.
Po tem je svinec razmeroma hitro izginil iz uporabe. Tiskarska črka ni bila (nikoli) več otipljiv predmet iz zlitine, temveč le še digitalni model v računalnikovem pomnilniku. Odtlej jo je mogoče poljubno širiti, ožiti, nagniti v stran, posvetliti, rastrirati, spremeniti v negativ (narediti belo na črni podlagi), obarvati itd.
Vse to v še veliko večji meri velja za peto generacijo fotostavnih naprav oziroma za strojno in programsko opremo, namenjeno namiznemu založništvu (DTP, DeskTop Publishing), ki omogoča grafično pripravo tako rekoč brez omejitev – pa ne samo besedila, temveč tudi slik. Danes lahko že kompletno časopisno stran elektronsko postavijo v uredništvu in jo po optičnem kablu pošljejo neposredno v tiskarno.
Proizvodnja knjig, revij in različnih drugih publikacij se je skokovito povečala, hkrati pa se je njihova ne le jezikovna in pravopisna, temveč tudi likovno-grafična kakovost na splošno poslabšala.
Nekoč, pri ročnem in strojnem stavljenju, so bile v navadi korektura rokopisa, domača korektura, avtorska korektura, revizija pred tiskom, revizija odtisa iz stroja in superrevizija. Na primer domačo korekturo je opravil tiskarniški korektor, ko je stavec postavil stavek in ga odtisnil. Če je stavec naredil veliko napak, je bila potrebna še ena, vmesna korektura. Pri fotostavljenju je bilo korektur že manj oz. samo še štiri – domača in avtorska korektura pa revizija in superrevizija –, pri današnjem računalniškem stavljenju v resnih založbah pa največ tri, domača in avtorska korektura ter morebitna revizija.

### Zgodovina tiskarstva na Slovenskem
Prvo tiskarno na slovenskih tleh je leta 1575 odprl Janž Mandelc v Ljubljani. Bil je prvi slovenski tiskar, ki je na slovenskih tleh tiskal publikacije v slovenskem jeziku. V času protireformacije je prišlo do velikega zastoja in (obe) drugi tiskarni so odprli šele po dobrih sto letih, natančneje 1678. Eno tiskarno in knjigarno je v Ljubljani ustanovil salzburški tiskar Janez Krstnik Mayr, drugo pa na gradu Bogenšperk baron Janez Vajkard Valvasor. Prva je bila v rokah Mayrjevih naslednikov vse do 1731. Mayrjevo tiskarsko tradicijo so nadaljevali zelo dolgo: nazadnje tudi tiskar in založnik Jožef Blaznik in, vse do leta 1946, njegovi nasledniki. Med obema vojnama so na Slovenskem delovale Narodna, Zadružna, Učiteljska, Zvezna tiskarna in zasebna tiskarna Maksa Horvatina, Katoliška pa se je preimenovala v Jugoslovansko tiskarno. Po drugi svetovni vojni so številne manjše tiskarne združili in preimenovali, zasebne pa seveda podržavili.